# L'Espion des Balkans
Pour plus de détails, voir Fiche technique et Distribution.
L'Espion des Balkans (ou L'Espion qui venait des Balkans ; en cyrillique serbe Балкански Шпиун) est un film dramatique yougoslave réalisé par Dušan Kovačević et Božidar Nikolić en 1984.

## Fiche technique
- Titre : L'Espion des Balkans ou L'Espion qui venait des Balkans
- Titre original : Balkanski špijun
- Réalisateur : Dušan Kovačević et Božidar Nikolić
- Pays :  Yougoslavie
- Date de sortie : 1984

## Distribution
- Danilo Bata Stojković : Ilija Čvorović
- Bora Todorović : Petar Markov Jakovljević
- Mira Banjac : Danica Čvorović